# チャールズ・ダグラス (第6代クイーンズベリー侯爵)
第6代クイーンズベリー侯爵チャールズ・ダグラス（英語: Charles Douglas, 6th Marquess of Queensberry KT、1777年3月 – 1837年12月3日）は、イギリスの貴族、政治家。1812年から1832年までスコットランド貴族代表議員を務めた。

## 生涯
第4代準男爵サー・ウィリアム・ダグラスと妻グレース（Grace、旧姓ジョンストン（Johnstone）、1836年3月25日没、ウィリアム・ジョンストンの娘）の長男として、1777年3月に生まれた。1783年5月16日に父が死去すると、準男爵位を継承した。
1810年12月23日に遠戚にあたる第4代クイーンズベリー公爵ウィリアム・ダグラスが死去すると、クイーンズベリー侯爵位を継承した。1812年7月9日、貴族院によりクイーンズベリー侯爵位の継承を正式に確認された。クイーンズベリー公爵位は1706年に一度返上され、再叙爵が行われていたが、このときの返上と再叙爵にクイーンズベリー侯爵位が含まれていないことが確認された形であり、クイーンズベリー公爵位は再叙爵での規定に基づき第3代バクルー公爵ヘンリー・スコットが継承した。
1821年戴冠式記念叙勲の一環として、1821年7月17日にシッスル勲章を授与された。
1812年から1832年までスコットランド貴族代表議員を務めた後、1833年6月7日に連合王国貴族であるダンフリーズシャーにおけるキンマウントのソルウェイ男爵に叙された。
1819年6月8日から1837年に死去するまでダンフリーズ統監を務めた。
1831年8月22日より国王ウィリアム4世の寝室侍従を務め、1835年1月10日までに辞任したが、同年8月11日に再任命され、以降1837年6月20日にウィリアム4世が死去するまで務めた。同年にヴィクトリア女王の侍従たる議員（Lord-in-waiting）を務めた。
1837年12月3日にセント・ジェームズ宮殿で死去、ソルウェイ男爵位は廃絶、クイーンズベリー侯爵位は弟ジョンが継承した。

## 家族

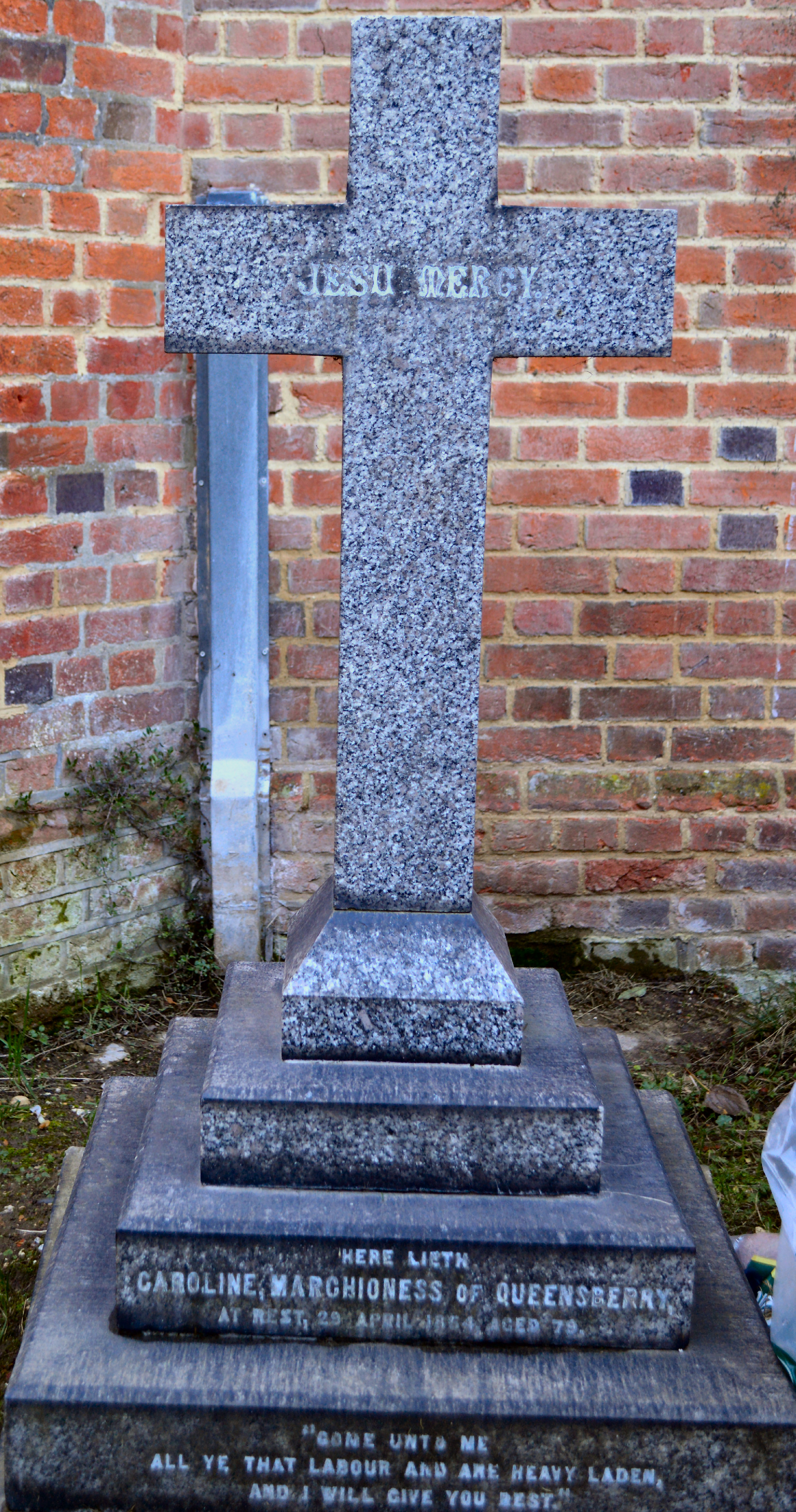
クイーンズベリー侯爵夫人キャロラインの墓、ピーターシャムのセント・ピーター教会にて2020年撮影。

1803年8月13日、キャロライン・スコット（Caroline Scott、1774年7月6日 – 1854年4月29日、第5代クイーンズベリー公爵および第3代バクルー公爵ヘンリー・スコットの娘）と結婚、8女をもうけた。
- キャロライン・エリザベス（1804年7月11日 – 1811年4月7日[2]）
- ルイーザ・アン（1806年6月24日 – 1871年8月31日） - 1833年4月11日、トマス・チャールトン・ウィットモア（英語版）（1865年3月13日没）と結婚[2]
- メアリー・エリザベス（1807年11月4日 – 1888年5月16日） - 1831年2月17日、トマス・ウェントワース・ゲージ（Thomas Wentworth Gage、1837年3月19日没）と結婚[2]
- ハリエット・クリスチャン（Harriet Christian、1809年7月22日 – 1902年7月26日） - 1841年5月13日、オーガスタス・ダンコム（英語版）（1880年1月26日没）と結婚、子供あり[2]
- ジェーン・マーガレット・メアリー（1811年1月15日 – 1881年4月15日） - 1841年1月27日、ロバート・ジョンストン・ダグラス（Robert Johnstone Douglas、1866年11月12日没）と結婚[2]
- フランシス・キャロライン（Frances Caroline、1827年10月25日没[2]）
- エリザベス・カティンカ（Elizabeth Katinka、1874年4月26日没） - 1861年11月7日、ヘンリー・セント・ジョージ・フット（Henry St. George Foote）と結婚[2]
- アン・ジョージアナ（Anne Georgiana、1899年11月28日没） - 1845年12月11日、チャールズ・スターリング・ヒューム・ドラモンド・マリ（Charles Stirling Home Drummond Moray、1891年9月24日没）と結婚[2]